# Dovže
Dovže este o localitate din comuna Mislinja, Slovenia, cu o populație de 349 de locuitori.